# Lütsche-Dorf

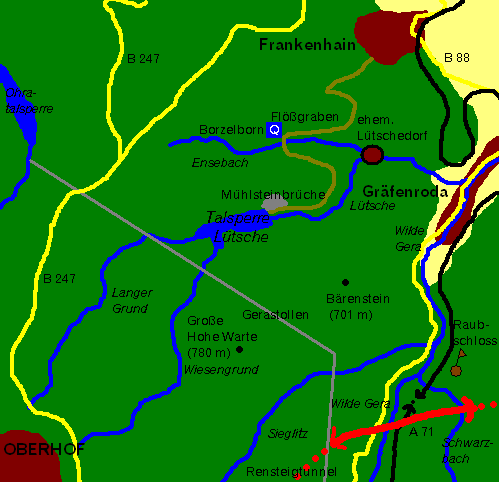
Umgebungskarte der Lütsche-Region

Das ehemalige Dorf Lütsche ist heute eine Wüstung bei Gräfenroda im Ilm-Kreis (Thüringen). Es wurde in den Jahren 1859 bis 1865 auf Anweisung von Herzog Ernst II. von Sachsen-Coburg und Gotha geschleift.

## Lage
Das Dorf Lütsche lag im heutigen Ilm-Kreis (Thüringen) nahe dem Ort Gräfenroda. Es befand sich etwa 1,5 Kilometer südwestlich des Ortes im Tal der Lütsche.

## Geschichte

### Mühle und Schleifhütte
Der Bach Lütsche wurde im Jahr 1378 im Registrum Dominorum Marchionum Missnensium – dem Verzeichnis der den Landgrafen in Thüringen und Markgrafen zu Meißen jährlich in den Wettinischen Landen zustehenden Einkünfte – erstmals erwähnt.
Die urkundliche Ersterwähnung einer Mühle an der Lütsche – der Leutzsch Mollen – datiert dagegen aus dem Jahr 1545. Sie sollte den Ausgangspunkt für die Entwicklung des späteren Dorfs Lütsche bilden. Handelte es sich in den ersten Jahrzehnten ihres Bestehens um eine Schneidemühle, wurde 1587 erstmals von einer Mahlmühle gesprochen, ebenso wie einer Schleifhütte, deren Errichtung wahrscheinlich mit den am Borzel und der Hohen Warte gelegenen Mühlsteinbrüchen im Zusammenhang stand. Die „Schleifhütte“ war bis Anfang des 19. Jahrhunderts deshalb auch eine gängige Bezeichnung des Ortes Lütsche. Ebenfalls im Jahr 1587 forderten die herzoglich-sächsischen Behörden, auf Grund der von „allerlei losen Gesellen und Buben“ von der Mühle aus verübten Holzdiebstähle, ihren Abriss und Wiederaufbau an anderer Stelle. Er unterblieb, doch kam es im gleichen Jahr zu ihrem Verkauf, dem bis 1627 zahlreiche weitere folgten. Der letzte Eigentümerwechsel resultierte aus den Ereignissen des Dreißigjährigen Kriegs. 1624 brannten unbekannte Söldner nicht nur die Mühle nieder, sondern verwundeten auch den Müller Thomas Grübel. 1627 verkaufte er sie deshalb an Valten Möller aus Crawinkel. Aber auch dieser verließ sie auf Grund der zunehmenden Kriegswirren wahrscheinlich bereits nach wenigen Jahren, was zu ihrem Verfall führte. Zwischen 1655 und 1665 fiel die Mühlenruine schließlich einem Hochwasser zum Opfer.

### Entstehung des Dorfs Lütsche
1665 zählte Lütsche zwei Häuser mit insgesamt neun Bewohnern und einem Viehbestand von fünf Rindern.  Zur Herausbildung eines eigentlichen Dorfs kam es aber erst während der Jahre 1699 und 1708, als die bestehende Siedlung um vier weitere Häuser wuchs. 1714 wurde dann erstmals ein Schultheiß erwähnt. Zwei, zwischen 1700 und 1710 in bzw. unmittelbar bei Lütsche errichtete herrschaftliche Schneidemühlen bestanden nur für wenige Jahre bzw. Jahrzehnte. Außerdem kam es zwischen 1723 und 1729 zur Errichtung einer neuen Mahlmühle durch einen Nachfahren des früheren Müllers Thomas Grübel, Johann Heinrich Grübel. Ihr Betrieb stand jedoch von Anfang an unter schlechtem Vorzeichen. So war die Mühlenkonkurrenz in den Nachbarorten groß und die Wasserverhältnisse schlecht, da die Lütsche nur im Winter und Frühjahr genügend Wasser führte. Besonders verhängnisvoll wirkte sich aber der Boykott der Mühle durch das benachbarte Crawinkel aus. Die Gemeinde weigerte sich, obwohl dazu verpflichtet, ihr Korn in der Lütschemühle mahlen zu lassen. Ein wirtschaftlicher Betrieb war daher kaum möglich. 1736 ging Johann Heinrich Grübel in Konkurs, die Mühle wurde versteigert. Dennoch arbeitete sie fast 70 Jahre weiter, bevor sie um 1803 ihren Betrieb endgültig einstellte. Schon 1819 fanden sich kaum noch Anzeichen ihrer früheren Bestimmung.
Im 17. und 18. Jahrhundert verdienten sich die Einwohner von Lütsche ihren Lebensunterhalt vor allem als Hammer- und Nagelschmiede sowie im Wald, so beispielsweise als Köhler. Unverzichtbar war die im Nebenerwerb betriebene Landwirtschaft. So wurde im Sommer als Nebenverdienst auch fremdes Vieh in Pflege genommen. Ausdruck einer sich allmählich verschlechternden wirtschaftlichen Situation war eine erste große Rodelandabgabe im Jahr 1790, von der fast alle Familien des Dorfs profitierten. Schon 1791 wurde Lütsche zu den ärmsten Orten des Herzogtums Sachsen-Gotha-Altenburg gezählt. So besaß der Ort überhaupt kein Gemeindevermögen. 1800 fiel auch das zum Amt Schwarzwald gehörige Lütsche unter das von Herzog Ernst II. in den Waldämtern des Herzogtums wegen der dort rasch zunehmenden Bevölkerung verhängte Bauverbot.

### Kirche und Schule
Lütsche gehörte kirchlich und schulisch zu Gräfenroda. Nachdem es sich zu Beginn des 18. Jahrhunderts zu einem kleinen Ort entwickelt hatte, zog es das Herzogliche Oberkonsistorium 1709 teilweise, 1728 dann vollständig, zur Mitfinanzierung der Gräfenrodaer Kirche und Schule heran. Auf Grund steigender Schülerzahlen, aber auch um den Schulweg der Lütscher Schulkinder sowie der aus dem „Grund“ insgesamt – dazu gehörten neben Lütsche auch Dörrberg, die Herrenmühle und das Schwarzburger Forsthaus – zu verringern, war 1802 die so genannte „Grundschule“ errichtet worden. Ihr Name leitete sich von ihrem Standort ab, da sie sich am Eingang des Lütschegrunds befand. In Anbetracht des langen Schulwegs war vor allem im Winter den Lütscher Kindern der Schulbesuch häufig unmöglich gewesen. Im Sommer kam hinzu, dass sie wegen der großen Armut ihrer Familien häufig bei der Arbeit helfen mussten. Allerdings blieben die Schulversäumnisse auch nach Errichtung der Grundschule hoch und boten bis zum Ende des Orts Anlass zur Klage. 1849 wurden die Lütscher Einwohner in Anbetracht ihrer Armut schließlich von der Zahlung des Schulgelds befreit, das sie zuletzt ohnehin kaum noch erbringen konnten.

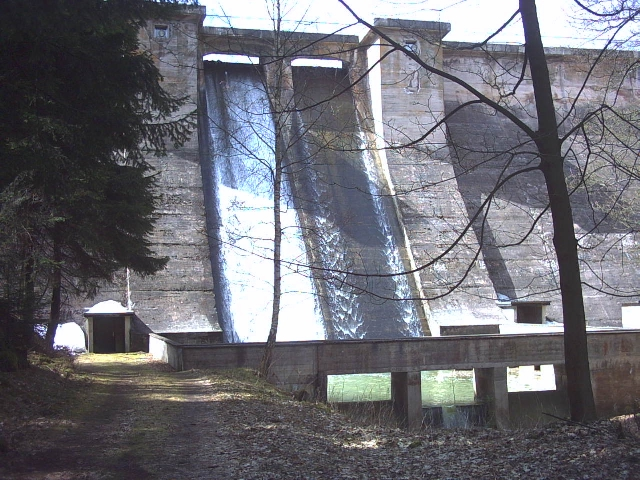
Unterhalb der Lütsche-Staumauer

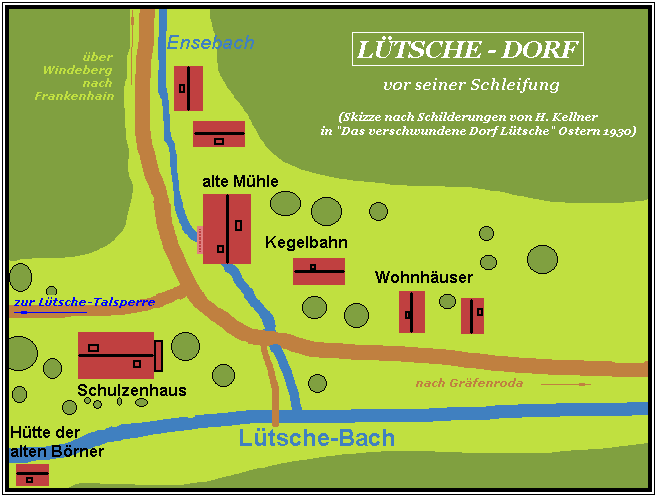
Lütsche-Dorf vor seiner Schleifung

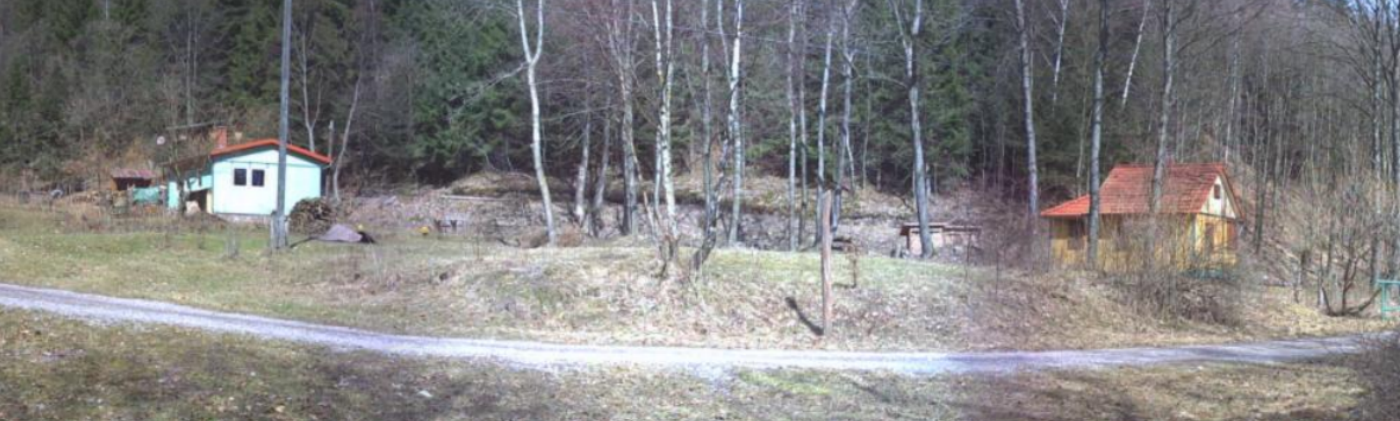
Hier lag der Hauptteil des Ortes Lütsche

### Auflösung von Lütsche
Zählte Lütsche im Jahr 1813 noch 50 Einwohner, war seine Bevölkerung im Jahr 1834 schon auf 74 angewachsen – ein Bevölkerungsanstieg, der mit einer zunehmenden Verelendung einherging. Sie machte sich in den im selben Jahr wieder einsetzenden Gesuchen um Rodelandabgaben bemerkbar, die bis zum Ende von Lütsche anhielten. Die schlechte wirtschaftliche Lage hatte ihre Ursache hauptsächlich in dem zunehmend einseitig ausgerichteten Erwerbsleben. So waren ab Anfang des 19. Jahrhunderts nur wenige Einwohner als Handwerker, beispielsweise als Zimmerleute oder Maurer, tätig, während der überwiegende Teil seinen Lebensunterhalt als Holzfäller und Mühlsteinbrecher verdiente, also Berufe, die nur saisonal ausgeübt werden konnten. Im Winter musste man sich deshalb mit Nebenverdiensten, wie dem Anfertigen von Kienrußfässchen, aushelfen. Lukrativer, wenn auch bei den herzoglichen Forstbehörden wegen des hohen Holzverbrauchs zunehmend ungern gesehen und deshalb zeitweise verboten, war die Herstellung von sogenannten Dachspänen, die im Baugewerbe Verwendung und besonders in den ständig wachsenden Städten der Umgebung starken Absatz fanden. Für beide Nebenverdienste griffen die Einwohner zum Holzdiebstahl.
Wie sehr sich die wirtschaftliche Lage in Lütsche seit 1814 binnen weniger Jahre verschlechtert hatte, zeigte auch der von der Herzoglichen Kammer 1819 erstmals geäußerte Gedanke, Lütsche auf Grund der dort verübten Holz- und Wilddiebstähle, begünstigt durch seine abgeschiedene Lage, aufzuheben. Diesen Plan griff nach dem Aussterben des Herzogshauses Sachsen-Gotha-Altenburg 1825 aber erst das neue Herzogshaus Sachsen-Coburg und Gotha ernsthaft auf. Nachdem Herzog August das von seinem Vater in den Waldämtern verhängte Bauverbot 1822 wieder aufgehoben hatte, war es schon gegen den Widerstand der Kammer 1825/26 zum Bau des neunten und zugleich letzten Hauses gekommen.
Nur wenig später, 1831, schränkte die Landesregierung erneut die Bautätigkeit in Lütsche ein. Von dieser Maßnahme erhoffte sie sich einen freiwilligen Fortzug der Bevölkerung in die Nachbarorte und ein allmähliches Eingehen des Ortes, was in den Folgejahren aber nicht nur unterblieb, sondern infolge der steigenden Einwohnerzahl unweigerlich zu einer weiteren Verschlechterung der Wohnraumsituation beitragen musste. Die Ablehnung eines Baugesuchs im Jahr 1838 und der von Lütsche aus ständig zunehmende Holzdiebstahl nahm Herzog Ernst I. 1839 deshalb zum Anlass, dessen mittelfristige Auflösung zu beschließen. Nun wurde zum einen offiziell der Verkauf von Bau- und Rodeland sowie Bauholz verboten, zum anderen den zuständigen Behörden aufgetragen, Bauwillige zur Ansiedlung in Nachbarorten zu bewegen. Dieses Vorhaben hatte sich aber schon seit 1831 mehrfach als aussichtslos erwiesen. Zusätzlich versuchten die zuständigen Behörden, dem ungebremsten Bevölkerungswachstum Einhalt zu gebieten. Dafür war der hohe und ständig steigende Anteil von Kindern und Jugendlichen verantwortlich. Die Landesregierung unternahm deshalb in den Folgejahren bis 1844 den Versuch, die Zahl der Jugendlichen durch die Unterbringung in Handwerkslehren oder Dienststellungen zu verringern, was aber vor allem an deren mangelnden Willen, den Ort zu verlassen, scheiterte. Nur wenige waren bereit, in auswärtigen Orten einen Handwerksberuf zu erlernen. Selbst dann musste in allen Fällen auf Grund der Armut ihrer Familien das Lehrgeld durch staatliche Hilfe getragen werden. Gleichzeitig untersagte die Landesregierung die Heirat und damit verbundene frühzeitige Gründung von Familien, wenn nicht ein ausreichender Verdienst nachgewiesen werden konnte. Zum Scheitern verurteilt war auch der Versuch, die beiden am meisten für den Holzdiebstahl verantwortlichen Familien aus Lütsche zu entfernen.
Zu der in den Jahren des Vormärz stattfindenden weiteren Verschlechterung der ohnehin schon äußerst prekären wirtschaftlichen Lage gesellte sich auch das Scheitern der bisherigen Auflösungspolitik mit all ihren Härten, vor allem der immer untragbareren Wohnraumsituation. So war 1848 die Zahl der Einwohner auf 94 gestiegen, so dass 1850 in zwei Häusern über 20 Personen lebten. Im Zuge der Revolution 1848/49 zogen diese, nunmehr von Herzog Ernst II. – er war 1844 seinem Vater, Ernst I., in der Regierung gefolgt – und dem Staatsministerium zu verantwortenden Zustände dann selbst die Kritik der zuständigen mittleren und unteren Verwaltungsbehörden auf sich. Allerdings erreichten sie nicht die Aufgabe des Bauverbots, sondern nur die Abgabe einer größeren Fläche Rodelands zur landwirtschaftlichen Nutzung im Jahr 1848. 1852 versuchte der 1848 gewählte vorletzte Schultheiß von Lütsche, Heinrich Elias Ernst Catterfeld, zusätzlich durch die Etablierung einer Holzschachtelproduktion die katastrophale wirtschaftliche Situation zum Besseren zu wenden, ein  Vorhaben, das auf Grund der mangelnden finanziellen Unterstützung durch die Landesregierung fehlschlug.
Die zunehmend chronische Abhängigkeit von Lütsche von öffentlichen Unterstützungen in Form von Geld und Nahrungsmitteln, aber auch die ungebremste Verschlechterung der sozialen und wirtschaftlichen Situation führte dazu, dass die Landesregierung ab 1856 ernsthaft daranging, die Auflösung von Lütsche in die Wege zu leiten. Nachdem sie bereits 1848 erstmals vage den Gedanken geäußert hatte, die gesamte Bevölkerung nach Amerika umzusiedeln, konkretisierte sie nun dieses Vorhaben. Wegen der zahlreichen Unwägbarkeiten und der von der Lütscher Bevölkerung angeführten schlechten wirtschaftlichen Lage in den Vereinigten Staaten erklärten sich jedoch alle Einwohner geschlossen gegen dieses Projekt. Daran konnten auch die großzügigen finanziellen Beihilfen, die Herzog Ernst II. zu gewährleisten bereit war, nichts ändern. Parallel dazu wurde eine mögliche Umsiedlung der Einwohner in andere Orte des Herzogtums in Betracht gezogen. Auch dieses Vorhaben misslang, trotz der den Gemeinden ebenfalls in Aussicht gestellten finanziellen Unterstützung, da als einziger Ort im ganzen Herzogtum nur Ichtershausen bereit war, einen Teil seiner Einwohner aufzunehmen. Ursache für die ablehnende Haltung waren die Armut der Lütscher, in einigen Fällen auch ihr schlechter Ruf sowie die schlechte wirtschaftliche Lage und fehlender Wohnraum in den meisten Orten.
Nach dem endgültigen Scheitern des Auswanderungsprojekts im Jahr 1858 – zu diesem Zeitpunkt lebten in Lütsche 128 Menschen – ordnete Herzog Ernst II. im gleichen Jahr den Ankauf der Lütscher Häuser und des dazugehörigen Grund und Bodens durch den Domänenfiskus – der mit der Verwaltung der beträchtlichen Herzoglichen Ländereien betrauten Behörde – an. Dieser trug 75 Prozent der mit 6607 Talern veranschlagten Kosten, während die Staatskasse die übrigen 25 Prozent übernahm. Der Ankauf der Lütscher Immobilien sowie der Abriss der Häuser begann 1859, zog sich jedoch bis 1865 hin. Dafür waren mehrere Gründe verantwortlich. Die Verkaufserlöse der meist hoch verschuldeten und zersplitterten Lütscher Immobilien – meist besaßen zwei oder drei Familien ein meist baufälliges Haus – mussten zum Erwerb eines neuen Heimatrechts verwendet werden, für das je nach Größe des betreffenden Ortes ein bestimmter Vermögensnachweis notwendig war. Außerdem mussten die Verkäufer von ihrem Erlös den Familien ihrer Kinder ein neues Heimatrecht beschaffen, und auch die völlig vermögenslosen Einwohner benötigten eine neue Heimat, was häufig langwierige Verhandlungen nach sich zog. Zahlreiche Einwohner nutzten diese Gelegenheit, so günstige Konditionen wie nur möglich für sich herauszuschlagen und erwiesen sich häufig als zähe Verhandlungspartner. Doch selbst mit den erlösten Kaufsummen gestaltete es sich oft schwierig, einen Ort zu finden, der bereit war, Lütscher Einwohner aufzunehmen. Trotz der Erfüllung der notwendigen Aufnahmebedingungen weigerten sich mehrere Orte und mussten in letzter Instanz vom Herzoglichen Staatsministerium dazu angewiesen werden. Die ursprünglich mit 6607 Talern veranschlagten Kosten beliefen sich daher am Ende mit 13490 Talern mehr als doppelt so hoch.
Zum Verkauf und Abriss der ersten drei Häuser kam es 1859, 1860 folgten zwei, 1861 und 1862 je eins. Der vorletzte Schultheiß Catterfeld verkaufte erst 1864, während sich der vollständige Verkauf des letzten Hauses von 1861 bis 1865 hinzog. Die Lütscher Einwohner ließen sich fast vollständig in Orten des damaligen Landratsamts Ohrdruf, dort aber besonders in den Nachbarorten Gräfenroda, Dörrberg und Frankenhain sowie Ohrdruf selbst, nieder. Eine Familie wählte Dessau als neuen Wohnort, während in der eigentlichen Auflösungsphase nur eine Familie in die Vereinigten Staaten auswanderte. Erst nach der bereits vollzogenen Auflösung folgte 1867 von Dörrberg aus eine weitere Familie dorthin.
Überschattet wurden die letzten Jahre von Lütsche durch Streitigkeiten innerhalb der Gemeinde. Sie führten 1858 zur Abwahl des Schultheißen Ernst Catterfeld und der Neuwahl von Friedrich Zöllner als Schultheiß, der allerdings schon 1860 sein Amt niederlegte. Die letzten Jahre von Lütsche übte der Gräfenrodaer Schultheiß diese Funktion aus.

### Ortsbeschreibung
„Der Hauptteil des Ortes Lütsche lag talaufwärts, rechts vom Wege am Bergabhang. Die ersten Häuser standen rechts am Anfang des Tannenwaldes und die letzten ebenfalls rechts in der Waldenge. Gegenüber im Wiesengrund stand das Schulzenhaus und jenseits des Lütschebaches am Waldsberg die Hütte der alten Börner, ihres Zeichens Kartenlegerin und wohlgesuchte Bereiterin von Liebestränkchen. Den Mittelpunkt bildete die Mühle, die wohl vom Ensebach getrieben wurde und die Kegelbahn, welche rechts am Wege neben der ehemaligen Mühle heute noch sichtbar ist. Am Dorfeingang sieht man heute noch Reste wilder Rosen und Stachelbeerbüsche...“

### Legende und Wirklichkeit

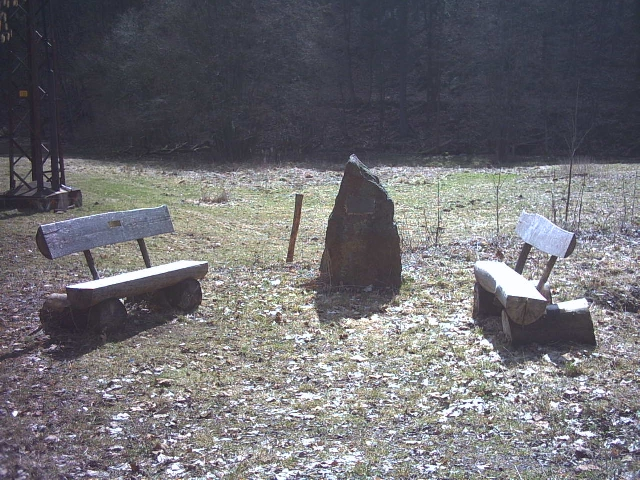
Gedenkstelle mit Gedenkstein

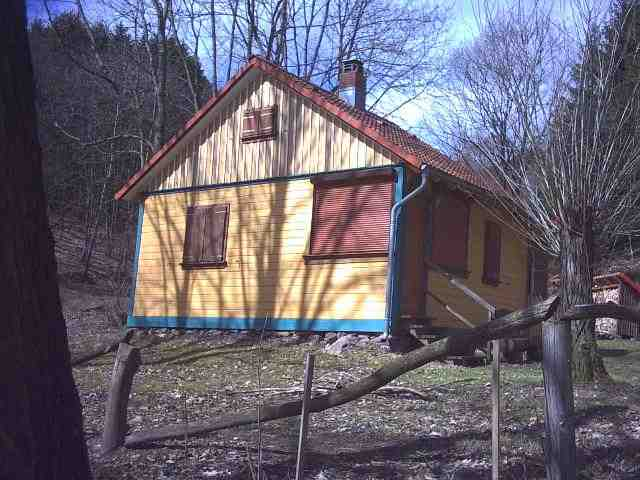
Krügers ehemaliges Sommerhaus

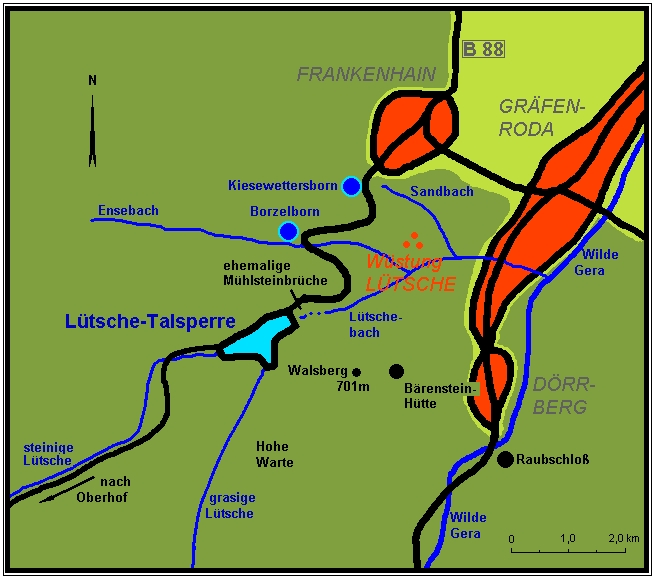
Lütsche und Umgebung

Zahlreiche Legenden umranken die Geschichte von Lütsche, die ihre Ursache vor allem in der intensiven literarischen Auseinandersetzung mit seiner Zerstörung haben. Nahm sich August Trinius in der Erzählung Wenn die Sonne sinkt vor allem der landschaftlichen Schönheit der Gegend an, so trug zur Legendenbildung vor allem der Neudietendorfer Schriftsteller und linksliberale Politiker Herman Anders Krüger bei. Er stellte in seinem 1924 erschienenen Roman Verjagtes Volk die Zerstörung von Lütsche und den tragischen Tod seines vorletzten Schultheißen, des 1867 beim Wildern erschossenen Ernst Catterfeld, in den Mittelpunkt dieses literarischen Denkmals. Das Dorf und seine Bewohner idealisierend, rechnete er mit dem u. a. als Hirsch- und nicht als Landesvater apostrophierten Herzog Ernst II. von Sachsen-Coburg und Gotha ab. Ihm lässt er durch die Lütscher nach der Zerstörung ihres Dorfs das Leben schwer machen, indem sie sein bestes Jagdrevier im Dörrberger Forst heimsuchen. Die deshalb bis heute gängige Meinung, Hauptgrund für die Auflösung von Lütsche sei die angeblich exzessiv betriebene Wilderei gewesen, hat dort ihren Ursprung. Hauptverantwortlich für diese Maßnahme war jedoch der Holzdiebstahl, der ab 1819 zunehmend in den Blickpunkt der herzoglichen Behörden rückte. Im Gegensatz dazu spielte der Wilddiebstahl nur eine untergeordnete Rolle. Um Legenden handelt es sich auch bei der ebenfalls im verjagten Volk in den Raum gestellten angeblichen Verbindung zu den Maskern vom Rennsteig, einer Räuberbande, ebenso wie die Aussagen, dass die Einwohner des Dorfs ein besonders freies Leben führten und sich ohne Einschränkung verheiraten konnten  bzw. in Lütsche nur die ärmsten der Armen gelebt hätten, die anderswo kein Heimatrecht hatten erwerben können.
Nach Herman Anders Krüger suchte auch Julius Kober – völkisch-national-konservativer Schriftsteller aus Suhl – zu diesem Thema die literarische Auseinandersetzung. Im Vorwort des 1934 erschienenen Theaterstücks Der letzte Schulze von der Lütsche – eine Thüringer-Wald-Tragödie versuchte er die Geschichte des Ortes im nationalsozialistischen Sinn zu deuten und zu vereinnahmen.
Besonders negativ wirkte sich neben dem ausufernden Holzdiebstahl das behördliche Desinteresse an der wirtschaftlichen Situation des Ortes aus. So war Lütsche schon 1831 behördenintern als Ort ohne Perspektive eingestuft worden. Von finanzieller Unterstützung staatlicherseits, wie sie für die Entwicklung der weitgehend unterentwickelten Wirtschaft im Thüringer Wald bereitgestellt wurde, profitierte es erst, und dann nur unzureichend, als sein Schicksal schon längst entschieden war. Dem Holzdiebstahl musste deshalb zwangsläufig eine wichtige Rolle im Erwerbsleben des Dorfs zufallen. Noch verhängnisvoller aber gestaltete sich das übersteigerte Besitzstandsdenken Herzog Ernst II., dem wegen seiner Jagdallüren im Thüringer Wald der Spottname „Hasen-Ernst“ anhaftete. Er, einer der reichsten deutschen Bundesfürsten, setzte mit der „rechtsstaatlichen“ Zerstörung von Lütsche – dieses von einem mit der Auflösung betrauten Beamten 1858 als „erbärmlichen Schlupfwinkel für Holz- und Wilddiebe“ bezeichneten Dorfs – seine materiellen Interessen letztlich kompromisslos durch. Die Beseitigung des ungeheuren Elends stand dabei jedoch nur an zweiter Stelle. In ihrer Form eher an einen absolutistischen Landesherrn erinnernd, passt diese Politik nicht zu dem offiziellen Bild des fortschrittlichen, liberalen Landesherrn, das bis heute Bestand hat. Auf die Doppelmoral der herzoglichen Politik wies schon 1848 der Liebensteiner Amtmann hin. Er stellte fest, dass beim Anlegen gleicher Maßstäbe, auch das ebenfalls überbevölkerte und unter ähnlicher Perspektivlosigkeit leidende Dörrberg aufgelöst werden müsse. Da Holzdiebstahl dort aber kaum eine Rolle spielte, rückte dieser Ort nicht in deren Blickpunkt.

## Umgebung
In der Nähe der Lütsche-Dorfstelle – am Bärenstein – wurde im 17. Jahrhundert der letzte Bär in Thüringen erlegt. Das Raubschloss, der Ausgebrannte Stein am Lütsche-Flößgraben und andere Sehenswürdigkeiten zeugen von der Geschichtsträchtigkeit der Landschaft.